# Омська митрополія
Омська митрополія (рос. Омская митрополия) — митрополія Російської Православної Церкви в адміністративних межах Омської області з митрополичою кафедрою в місті Омськ.

## Історія
Омська митрополія була створена на засіданні Священного синоду Російської православної церкви 6-7 червня 2012 року (журнал № 45).

## Склад
Митрополія складається з чотирьох єпархій:
- Омська і Таврійська єпархія
- Ісилькульська єпархія
- Тарська єпархія
- Калачинська єпархія

## Єпископат
- Володимир (Ікім) — митрополит Омський і Тавричеський
- Феодосій (Гажу) — єпископ Ісилькульський і Русько-Полянський
- Савватій (Загребельний) — єпископ Тарський і Тюкалинський
- Петро (Мансуров) — єпископ Калачинський і Муромцевський

## Митрополити
Володимир (Ікім) з 6 червня 2012 р.